# Dronfield
Dronfield – miasto i civil parish w Wielkiej Brytanii, w Anglii, w regionie East Midlands, w hrabstwie Derbyshire, w dystrykcie North East Derbyshire. Leży 19,3 km od miasta Matlock, 42,1 km od miasta Derby i 220 km od Londynu. W 2001 roku miasto liczyło 21 177 mieszkańców. W 2011 roku civil parish liczyła 21 261 mieszkańców. Dronfield jest wspomniana w Domesday Book (1086) jako Dranefeld.

## Miasta partnerskie
- Sindelfingen